# Oplismenus flavicomus
Oplismenus flavicomus är en gräsart som beskrevs av Carl Christian Mez. Oplismenus flavicomus ingår i släktet Oplismenus och familjen gräs. Inga underarter finns listade i Catalogue of Life.